# Маркиз Эксетер
Маркиз Эксетер (англ. Marquess of Exeter) — дважды создававшийся аристократический титул: в 1525 году (пэрство Англии) и 1801 году (пэрстве Соединённого королевства).  Большинство носителей титула были видными придворными и деятелями в британской политической жизни, среди них есть и спортсмены.

## История
Титул создавался дважды. Впервые титул маркиза Эксетера был создан в Пэрстве Англии в 1525 году для Генри Куртене, 2-го графа Девона (1496—1538).
Титул маркиза Эксетера носили представители семьи Сесилов, происходившие от придворного Ричарда Сесила (ум. 1553) из общины Стамфорд Барон Сент-Мартин в Нортгемптоншире. Его единственный сын, сэр Уильям Сесил (1520—1598), был крупным государственным деятелем в правление королевы Елизаветы I Тюдор. Он занимал посты государственного секретаря (1550—1553, 1558—1572), лорда-казначея (1572—1598) и лорда-хранителя Малой печати (1571—1572, 1590—1598). В 1571 году для него был создан титул барона Бёрли в графстве Нортгемптоншир (пэрство Англии). Также он служил лордом-лейтенантом Линкольншира (1587—1598), Эссекса (1588—1598) и Хартфордшира (1588—1598). Его сын от второго брака с Милдред Кук, сэр Роберт Сесил (1563—1612), получил в 1605 году титул графа Солсбери и стал родоначальником маркизов Солсбери. Лорду Бёрли наследовал его сын от первого брака с Мэри Чек, Томас Сесил, 2-й барон Бёрли (1542—1623). Он представлял в Палате общин Стамфорд, Линкольншир и Нортгемтоншир, служил лордом-президентом Совета Севера и лордом-лейтенантом Йоркшира (1599—1603), лордом-лейтенантом Нортгемптоншира (1603—1623). В 1605 году для Томаса Сесила был создан титул графа Эксетера (пэрство Англии).
В 1623 году ему наследовал его старший сын Уильям Сесил, 2-й граф Эксетер (1566—1640). Он служил лордом-лейтенантом Нортгемптоншира (1623—1640). Лорд Эксетер был женат, его первой женой была Элизабет, 16-я баронесса де Росс (1574—1591). Их сын Уильям Сесил (1590—1618) унаследовал после смерти матери титул 17-го барона де Росса. Однако он скончался бездетным еще при жизни своего отца (титул барона унаследовал его кузен Фрэнсис Маннерс, 6-й граф Ратленд). У лорда Эксетера не было других сыновей, поэтому ему наследовал его племянник, Дэвид Сесил, 3-й граф Эксетер (1600—1643). Он был сыном достопочтенного сэра Ричарда Сесила (1570—1633), второго сына 1-го графа Эксетера. Он представлял Питерборо в Коротком парламенте (1640). Его сын, Джон Сесил, 4-й граф Эксетер (1628—1678), был лордом-лейтенантом графства Нортгемптоншир (1660—1673). Его сменил его сын, Джон Сесил, 5-й граф Эксетер (1648—1700). Он был депутатом Палаты общин от Нортемптоншира (1675—1678).
Его сын, Джон Сесил, 6-й граф Эксетер (1674—1721), представлял Ратленд в Палате общин (1695—1700) и служил лордом-лейтенантом Ратленда (1712—1715). Его второй сын, Браунлоу Сесил 8-й граф Эксетер (1701—1754), сменивший своего старшего брата в 1722 году, кратко представлял Стамфорд в Палате общин (1722). Его старший сын, Браунлоу Сесил, 9-й граф Эксетер (1725—1793), был депутатом Палаты общин от Ратленда (1747—1754) и лордом-лейтенантом Ратленда (1751—1779). Он умер бездетным, ему наследовал его племянник, Генри Сесил, 10-й граф Эксетер (1754—1804). Он был сыном достопочтенного Томаса Чэмберса Сесила, второго сына 8-го графа Эксетера.
Лорд Эксетер представлял Стамфорд в Палате общин в течение 16 лет (1774—1790). 4 февраля 1801 года король Георгом III создал для него титул маркиза Эксетера (пэрство Соединённого королевства).
Его 1-го маркиза,Браунлоу Сесил, 2-й маркиз Эксетер (1795—1867), занимал посты лорд-камергера Хаусхолда (1852) и лорда-стюарда Хаусхолда (1858—1859), а также служил лордом-лейтенантом Ратленда (1826—1867) и Нортгемптоншира (1842—1867). Его преемником стал его сын, Уильям Эллейн Сесил, 3-й маркиз Эксетер (1825—1895). Он был консервативным политиком, занимал посты казначея Хаусхолда (1866—1867) и капитана почётного корпуса джентльменов (1867—1868, 1874—1875). Его старший сын, Браунлоу Сесил, 4-й маркиз Эксетер (1849—1898), представлял в Палате общин Северный Нортгемптоншир (1877—1895) и занимал должность вице-камергера Хаусхолда (1891—1892) в правительстве своего родственника, лорда Солсбери. Ему наследовал его сын, Уильям Томас Браунлоу Сесил, 5-й маркиз Эксетер (1876—1956). Он был полковником королевской полевой артиллерии и служил лордом-лейтенантом Нортгемптоншира (1922—1952).
Его старший сын, Дэвид Сесил, 6-й маркиз Эксетер (1905—1981), был консервативным политиком, выдающимся спортсменом и спортивным чиновником. Он выиграл бег на 400 метров с барьерами на Летних Олимпийских играх 1928 года, позднее был президентом Международной любительской легкоатлетической федерации (1946—1976) и вице-президентом Международного олимпийского комитета. Лорд Эксетер представлял Питерборо в Палате общин (1931—1943) и занимал пост губернатора Бермудских островов (1943—1945). Он скончался, не оставив сыновей, ему наследовал его младший брат, Уильям Мартин Эллейн Сесил, 7-й маркиз Эксетер (1909—1988). Он был владельцем ранчо рогатого скота в Уан-Хандред-Майл-Хаус в Британской Колумбии (Канада). В 1954 году он стал главой религиозной организации «Эмиссары Божественного света».
По состоянию на 2025 год, обладателем маркизата являлся его единственный сын, Уильям Майкл Энтони Сесил, 8-й маркиз Эксетер (род. 1935), который наследовал своему отцу в 1988 году. Он работает на ранчо. В 1988—1996 годах он также руководил Эмиссарами Божественного света.

## Другие известные члены семьи Сесил
- Эдвард Сесил, 1-й виконт Уимблдон (1572—1638), английский военный и политик, третий сын 1-го графа Эксетера;
- Лорд Уильям Сесил (1854—1943), третий сын 3-го маркиза Эксетера. Был женат на Мэри, 2-й баронессе Амхерст из Хакни (1857—1919). Их внук Уильям Сесил (1912—1980) унаследовал титул 3-го барона Амхерста из Хакни в 1919 году;
- Сэр Найджел Сесил (1925—2017), вице-адмирал британского флота, внук лорда Уильяма Сесила (1854—1943);
- Лорд Джон Джойси-Сесил (1867—1942), консервативный депутат Палаты общин от Стамфорда (1906—1910), четвертый сын 3-го маркиза Эксетера.

Маркиз Эксетер является старшим маркизатом в системе Пэрства Соединённого королевства.
Резиденция маркизов Эксетер — Бёрли-хаус в окрестностях Стамфорда в графстве Линкольншир.

## Маркизы Эксетер, первая креация (1525)
- 1528—1538: Генри Куртене, 1-й маркиз Эксетер, 2-й граф Девон (ок. 1496 — 8 декабря 1538), старший сын Уильяма Куртене, 1-го графа Девона (1475—1511) и Кэтрин Йоркской (1479—1527).

## Бароны Бёрли (1571)
- 1571—1598: Уильям Сесил, 1-й барон Бёрли (13 сентября 1521 — 4 августа 1598), единственный сын Ричарда Сесила, лорда Бёрли (ум. 1552), и Джейн Хекингтон (ок. 1501—1587);
- 1598—1623: Томас Сесил, 2-й барон Бёрли (5 мая 1542 — 8 февраля 1623), старший сын предыдущего, граф Эксетер с 1605 года.

## Графы Эксетер (1605)
- 1605—1623: Томас Сесил, 1-й граф Эксетер (5 мая 1542 — 8 февраля 1623), старший сын Уильяма Сесила, 1-го барона Бёрли;
- 1623—1640: Уильям Сесил, 2-й граф Эксетер (январь 1566 — 6 июля 1640), старший сын предыдущего;
- 1640—1643: Дэвид Сесил, 3-й граф Эксетер (ок. 1600 — 18 апреля 1643), сын сэра Ричарда Сесила (1570—1633), второго сына 1-го графа Эксетера;
- 1643—1678: Джон Сесил, 4-й граф Эксетер (1628 — 18 марта 1678), сын предыдущего;
- 1678—1700: Джон Сесил, 5-й граф Эксетер (ок. 1648 — 29 августа 1700), сын предыдущего;
- 1700—1721: Джон Сесил, 6-й граф Эксетер (15 мая 1674 — 24 декабря 1721), сын предыдущего;
- 1721—1722: Джон Сесил, 7-й граф Эксетер (ок. 1700 — 9 апреля 1722), старший сын предыдущего;
- 1722—1754: Браунлоу Сесил, 8-й граф Эксетер (4 августа 1701 — 3 ноября 1754), второй сын 6-го графа Эксетера;
- 1754—1793: Браунлоу Сесил, 9-й граф Эксетер (21 сентября 1725 — 26 декабря 1793), старший сын предыдущего;
- 1793—1804: Генри Сесил, 10-й граф Эксетер (14 марта 1754 — 1 мая 1804), сын достопочтенного Томаса Чемберса Сесила (1728—1778), второго сына Браунлоу Сесила, 8-го графа Эксетера, маркиз Эксетер с 1801 года.

## Маркизы Эксетер
- 1801—1804: Генри Сесил, 1-й маркиз Эксетер (14 марта 1754 — 1 мая 1804), сын достопочтенного Томаса Чемберса Сесила (1728—1778), второго сына Браунлоу Сесила, 8-го графа Эксетера (1701—1754);
- 1804—1867: Браунлоу Сесил, 2-й маркиз Эксетер (2 июля 1795 — 16 января 1867), старший сын предыдущего;
- 1867—1895: Уильям Аллейн Сесил, 3-й маркиз Эксетер (30 апреля 1825 — 14 июля 1895), старший сын предыдущего;
- 1895—1898: Браунлоу Генри Джордж Сесил, 4-й маркиз Эксетер (20 декабря 1849 — 9 апреля 1898), старший сын предыдущего;
- 1898—1956: Уильям Томас Браунлоу Сесил, 5-й маркиз Эксетер (27 октября 1876 — 6 августа 1956), единственный сын предыдущего;
- 1956—1981: Дэвид Джордж Браунлоу Сесил, 6-й маркиз Эксетер (9 февраля 1905 — 22 октября 1981), старший сын предыдущего;
- 1981—1988: Уильям Мартин Аллейн Сесил, 7-й маркиз Эксетер (27 апреля 1909 — 12 января 1988), младший брат предыдущего;
- 1988 — настоящее время: Уильям Майкл Энтони Сесил, 8-й маркиз Эксетер (род. 1 сентября 1935), единственный сын предыдущего от первого брака
  - Наследник: Энтони Джон Сесил, лорд Бёрли (род. 9 августа 1970), единственный сын 8-го маркиза;
    - Предполагаемым наследником наследника является его родственник Хью Уильям Амхерст Сесил, 5-й барон Амхерст из Хакни (род. 17 июля 1968), который происходит от третьего сына третьего маркиза. Его наследником является его единственный сын Джек Уильям Сесил (род. 13 июля 2001).